# Nelly Moriquand
Nelly Moriquand est une scénariste de bande dessinée française née à Briançon le 18 août 1949.

## Biographie
Née à Briançon, Nelly Moriquand exerce les métiers d'enseignante d'espagnol et de journaliste. Elle rencontre Fabien Lacaf (1954 - 2019) et tous deux se marient. Elle scénarise pour lui une douzaine de bandes dessinées ayant pour thèmes « l’Histoire, le romantisme, et la couleur locale de leur région » : la Drôme, la « région du Queyras et de Briançon ».
Son premier album paraît en 1989 : la série Les Pêcheurs d'étoiles, publiée à partir de 1989 et qui court jusqu'en 2019, totalisant cinq volumes. Il s'agit d'une « chronique sociale de la France provinciale au début du XXe siècle ». Ils signent ensemble d'autres albums comme Monsieur N. (2003), dérivé du film éponyme, Le Bal des Chimères (2005 - 2006), Les amants de l'Oisans : Gaspard de la Meije et les Sources de l'alpinisme (2012),.

## Œuvres
- Les Pêcheurs d'étoiles, dessin et couleurs de Fabien Lacaf, Glénat, coll. « Vécu »

1. La Fille du fleuve, 1989  (ISBN 2-7234-1133-8)
2. Ballast[8], 1990  (ISBN 2-7234-1221-0)
3. Les Gueules noires, 1991  (ISBN 2-7234-1371-3)
4. 26, rue de la belle marinière Marseille , 1992  (ISBN 2-7234-1533-3)
5. Les Chaînes de la liberté, éd. Mosquito, 2019  (ISBN 978-2-352-83530-1)

- Monsieur N., dessin de Fabien Lacaf, Glénat, 2003  (ISBN 2-7234-4174-1)
- Le Bal des chimères, dessin de Fabien Lacaf, Albin Michel

1. Anaïs, 2005  (ISBN 2-226-15801-4)
2. Labyrinthes[9], 2006  (ISBN 2-226-17132-0)
3. Int. La Fiancée du Queyras, Mosquito, 2014  (ISBN 978-2-352-83279-9)

- L'Histoire de Bayard en BD, dessin de Fabien Lacaf, Glénat, coll. « Vécu », 2006  (ISBN 2-7234-5724-9)
- Alpe d'Huez : l'histoire d'Huez, dessin de Fabien Lacaf, Glénat, 2010  (ISBN 978-2-7234-8116-8)
- Les amants de l'Oisans : Gaspard de la Meije et les Sources de l'alpinisme, dessin de Fabien Lacaf, Glénat, coll. « Hors collection », 2013  (ISBN 978-2-7234-9275-1)
- Il était une fois le Carlton, dessin de Fabien Lacaf, 12 bis, 2013  (ISBN 978-2-356-48400-0)